# Lola Ruiz Picasso
Pour les articles homonymes, voir Ruiz et Picasso (homonymie).
Dolores Ruiz Picasso, dite Lola, née en 1884 à Malaga et morte à Barcelone en 1958, est la sœur de Pablo Picasso.

## Famille
Elle est la fille du peintre José Ruiz y Blasco et de son épouse d'origine italienne, María Picasso López. 
Elle est la mère des artistes Javier Vilató et José Vilató Ruiz et la grand-mère de l'artiste contemporain Xavier Vilató. 

## Prénom
Née Dolores, elle est connue sous l’hypocoristique Lola.

## Biographie
Elle est l'un des modèles favoris de son frère Pablo, dont elle est la sœur cadette.  

## Postérité
Sa sépulture se situe dans le cimetière du Poblenou, à Barcelone.